# Yos Sudarso
Yos Sudarso, en indonésien Pulau Yos Sudarso, est une île d'Indonésie située au sud-ouest de la Nouvelle-Guinée, en mer d'Arafura.

## Toponymie
Yos Sudarso tire son nom du commodore Yos Soedarso, mort durant la bataille de la mer d'Arafura en 1962. L'île est aussi appelée Dolok, Dolak et Kimaam, en indonésien Pulau Dolok, Pulau Dolak  et Pulau Kimaam. Elle fut appelée Kolepom ainsi que île Frederik Hendrik durant la période coloniale néerlandaise.

## Géographie
L'île fait partie du kabupaten de Merauke relevant lui-même de la Papouasie méridionale, une province d'Indonésie. Ses côtes forment une des plus vastes forêts de mangrove du monde.

## Démographie
Ses 11 000 habitants parlent le ndom et le riantana, des langues papoues de la famille kolopom. La plus grande ville est Kimaan.